# Derby County Football Club
Il Derby County Football Club, noto semplicemente come Derby County, è un club calcistico inglese con sede nella città di Derby, che dal 2024 milita in Football League Championship, la seconda divisione del calcio inglese; disputa le proprie partite casalinghe al Pride Park, stadio da 33.600 posti a sedere.
Il Derby County venne fondato nel 1885 da William Morley come succursale della squadra locale di cricket e, tre anni più tardi, fu tra i dodici membri fondatori della Football League. Dopo la vittoria della Coppa d'Inghilterra nella stagione 1945-1946, il club conobbe il suo periodo di maggior successo nella prima metà degli anni settanta, quando conquistò due Campionati inglesi (1971-1972 e 1974-1975) ed un Charity Shield (1975).
I tifosi del Derby County, soprannominati Rams (in italiano Arieti), vivono un'accesa rivalità con quelli del Nottingham Forest.

## Storia
Fondato nel 1885 come succursale della squadra locale di cricket, il Derby County fu uno dei membri fondatori della Football League nel 1888. Tra la fine del diciannovesimo e l'inizio del ventesimo secolo il club arrivò tre volte in finale di Coppa d'Inghilterra, ma ne uscì sempre sconfitto; la vittoria nella competizione arrivò soltanto nella stagione 1945-1946, la prima dopo l'interruzione dell'attività agonistica dovuta alla Seconda guerra mondiale.

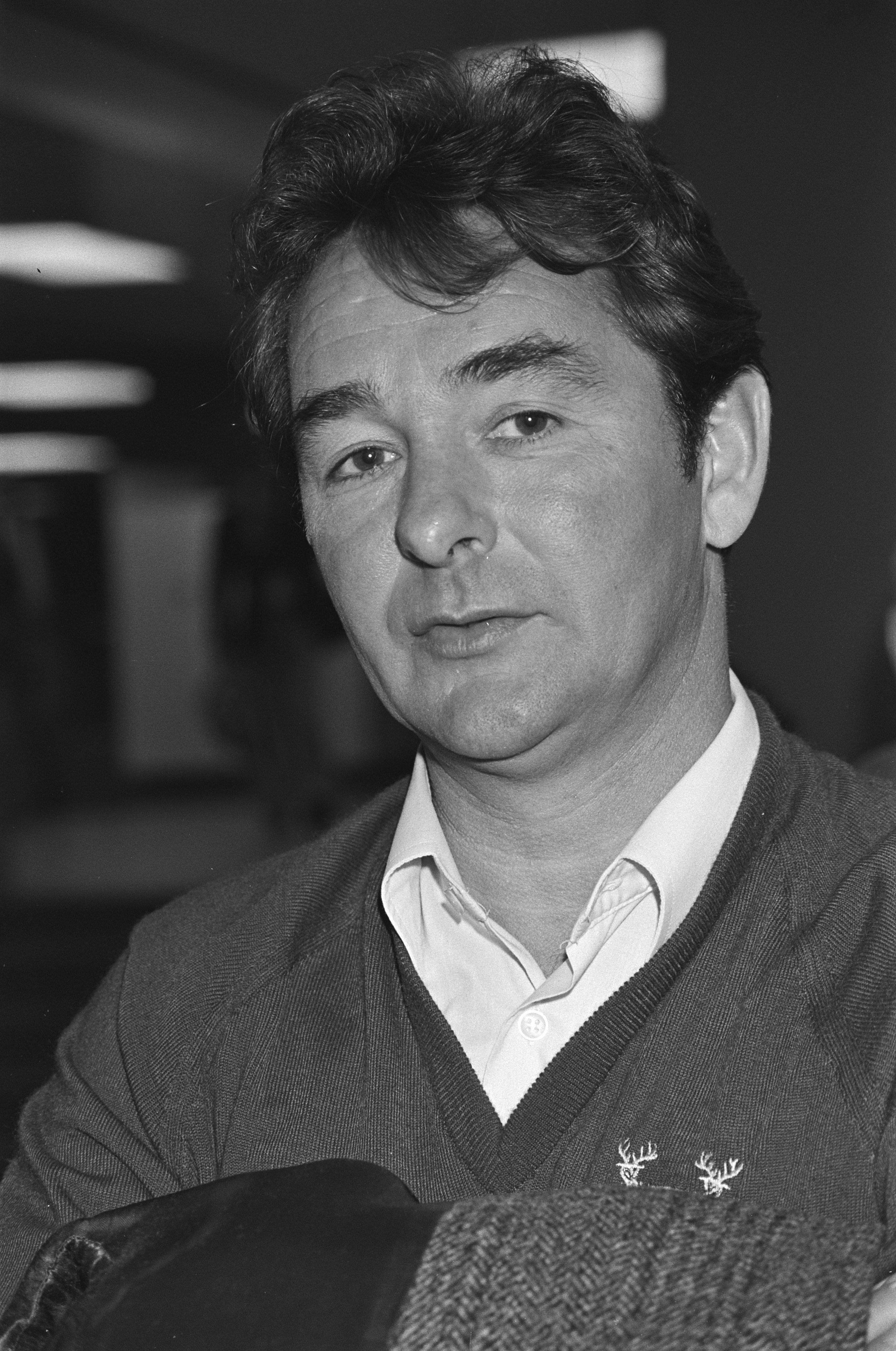
Brian Clough, allenatore del Derby County tra il 1967 e il 1973

Dopo essere retrocesso in seconda divisione nel 1953, il Derby County scese addirittura in terza due anni più tardi. A riportare il club ai fasti di un tempo fu Brian Clough, che ottenne la promozione in massima serie nel 1969 e conquistò il primo storico titolo nazionale nel 1972; nella stagione 1972-1973 il club giunse fino alla semifinale di Coppa Campioni, dove venne eliminato dagli italiani della Juventus. All'inizio degli anni ottanta un nuovo declino portò il club fino alla terza divisione, ma nella seconda metà del decennio vi fu una rapida risalita in massima serie sotto la guida di Arthur Cox; tra i calciatori più rappresentativi di quell'epoca vi fu il difensore Steve Buckley, autore di 323 presenze e 21 reti in partite ufficiali.
Nella stagione 2006-2007 il Derby County giunse al terzo posto in seconda divisione, qualificandosi così per i play-off; dopo aver eliminato il Southampton ai tiri di rigore in semifinale, il club sconfisse il West Bromwich Albion in finale per 1-0, ottenendo la promozione in massima serie dopo cinque anni. La stagione 2007-2008 si rivelò però molto negativa per i Rams: la squadra ottenne una sola vittoria, otto pareggi e addirittura ventinove sconfitte, piazzandosi all'ultimo posto in classifica con soli undici punti (minimo storico nell'era dei tre punti a vittoria) e retrocedendo con sei giornate di anticipo rispetto alla fine del torneo; Paul Jewell, subentrato come allenatore all'esonerato Billy Davies a fine novembre, ammise più volte che la rosa non era all'altezza delle altre squadre.
La stagione 2013-2014 vide l'arrivo in panchina dell'ex commissario tecnico della nazionale inglese, Steve McClaren. L'annata cominciò in modo molto positivo per il Derby County, che disputò un'ottima prima parte di campionato, soprattutto nei mesi di novembre e dicembre, quando conseguì un filotto di nove risultati utili consecutivi e chiuse il girone di andata al secondo posto in classifica alle spalle del Leicester City. Nel ritorno, a causa di un leggero calo di risultati, la squadra di McClaren perse il suo vantaggio sul Burnley fino a subire il sorpasso, ma riuscì comunque a classificarsi terza e qualificarsi ai play-off; qui i Rams eliminarono in semifinale il Brighton, ma vennero sconfitti in finale dal Queens Park Rangers per 0-1.
Nella stagione 2021-2022, a causa di una pesante penalizzazione di ventuno punti per motivi finanziari, il Derby County retrocesse in terza divisione inglese per la prima volta dopo trentasei anni.
Dopo due anni di permanenza nella terza divisione inglese, il 27 aprile 2024 i Rams ottengono la promozione in Championship.

## Allenatori
Di seguito l'elenco degli allenatori del Derby County dall'anno di fondazione ad oggi.
- 1900-1906:  Harry Newbould
- 1906-1922:  Jimmy Methven
- 1922-1925:  Cecil Potter
- 1925-1941:  George Jobey
- 1944-1946:  Ted Manger
- 1946-1953:  Stuart McMillan
- 1953-1955:  Jack Barker
- 1955-1962:  Harry Storer
- 1962-1967:  Tim Ward
- 1967-1973:  Brian Clough
- 1973-1976:  Dave Mackay
- 1976-1977:  Colin Murphy
- 1977-1979:  Tommy Docherty
- 1979-1982:  Colin Addison
- 1982-1982:  John Newman
- 1982-1984:  Peter Taylor
- 1984-1993:  Arthur Cox
- 1993-1995:  Roy McFarland
- 1995-2001:  Jim Smith
- 2001-2002:  Colin Todd
- 2002-2003:  John Gregory
- 2003-2005:  George Burley
- 2005-2006:  Phil Brown
- 2006:  Terence Westley
- 2006-2007:  Billy Davies
- 2007-2009:  Paul Jewell
- 2009-2013:  Nigel Clough
- 2013–2015:  Steve McClaren
- 2015–2016:  Paul Clement
- 2016:  Darren Wassall
- 2016:  Nigel Pearson
- 2016–2017:  Steve McClaren
- 2017-2018:  Gary Rowett
- 2018-2019:  Frank Lampard
- 2019-2020:  Phillip Cocu
- 2020-2022:  Wayne Rooney
- 2022  Liam Rosenior (Ad Interim)
- 2022-  Paul Warne

## Palmarès

### Competizioni nazionali
- Campionato inglese: 2

1971-1972, 1974-1975
- Coppa d'Inghilterra: 1

1945-1946
- Community Shield: 1

1975
- Campionato inglese di seconda divisione: 4

1911-1912, 1914-1915, 1968-1969, 1986-1987
- Third Division North: 1

1956-1957

### Competizioni internazionali
- Texaco Cup: 1

1971-1972

## Statistiche e record

### Risultati nelle competizioni internazionali
| Competizione         | Trofeo | Debutto   | Ultima stagione | Miglior risultato | Partecipazioni | G  | V | N | P | RF | RS |
| -------------------- | ------ | --------- | --------------- | ----------------- | -------------- | -- | - | - | - | -- | -- |
| Coppa dei Campioni   |        | 1972-1973 | 1975-1976       | Semifinale        | 2              | 12 | 6 | 2 | 4 | 18 | 12 |
| Coppa UEFA           |        | 1974-1975 | 1976-1977       | Terzo Turno       | 2              | 10 | 5 | 2 | 3 | 32 | 17 |
| Coppa Anglo-Italiana |        | 1992-1993 | 1994-1995       | Finale            | 3              | 15 | 9 | 1 | 5 | 38 | 24 |

## Organico

### Rosa 2025-2026
Rosa aggiornata al 13 agosto 2025.
| N. |                             | Ruolo | Calciatore               |
| -- | --------------------------- | ----- | ------------------------ |
| 1  | Svezia (bandiera)           | P     | Jacob Widell Zetterström |
| 2  | Inghilterra (bandiera)      | D     | Kane Wilson              |
| 3  | Scozia (bandiera)           | D     | Craig Forsyth            |
| 4  | Inghilterra (bandiera)      | C     | David Ozoh               |
| 6  | Norvegia (bandiera)         | D     | Sondre Langås            |
| 7  | Inghilterra (bandiera)      | A     | Tom Barkhuizen           |
| 8  | Inghilterra (bandiera)      | C     | Ben Osborn               |
| 9  | Giamaica (bandiera)         | A     | Kemar Roofe              |
| 10 | Inghilterra (bandiera)      | A     | Jerry Yates              |
| 11 | Guatemala (bandiera)        | A     | Nathaniel Mendez-Laing   |
| 12 | Inghilterra (bandiera)      | D     | Nathaniel Phillips       |
| 13 | Inghilterra (bandiera)      | P     | Rohan Luthra             |
| 14 | Irlanda del Nord (bandiera) | A     | Conor Washington         |
| 15 | Norvegia (bandiera)         | A     | Lars-Jørgen Salvesen     |
| 16 | Inghilterra (bandiera)      | C     | Liam Thompson            |
| 17 | Paesi Bassi (bandiera)      | C     | Kenzo Goudmijn           |

| N. |                        | Ruolo | Calciatore            |
| -- | ---------------------- | ----- | --------------------- |
| 18 | Inghilterra (bandiera) | A     | Marcus Harness        |
| 19 | Inghilterra (bandiera) | A     | Kayden Jackson        |
| 20 | Australia (bandiera)   | D     | Callum Elder          |
| 21 | Inghilterra (bandiera) | D     | Jake Rooney           |
| 23 | Inghilterra (bandiera) | C     | Joe Ward              |
| 24 | Namibia (bandiera)     | D     | Ryan Nyambe           |
| 25 | Inghilterra (bandiera) | D     | Matt Clarke           |
| 26 | Inghilterra (bandiera) | C     | Darren Robinson       |
| 27 | Inghilterra (bandiera) | A     | Corey Blackett-Taylor |
| 28 | Inghilterra (bandiera) | D     | Dion Sanderson        |
| 31 | Inghilterra (bandiera) | P     | Josh Vickers          |
| 32 | Gambia (bandiera)      | C     | Ebou Adams            |
| 35 | Inghilterra (bandiera) | D     | Curtis Nelson         |
| 39 | Giamaica (bandiera)    | A     | Dajaune Brown         |
|    | Irlanda (bandiera)     | C     | Jeff Hendrick         |